# Apodemia mejicanus
Apodemia mejicanus é uma espécie de borboleta na família de borboletas conhecida como Riodinidae. Ela pode ser encontrada na América do Norte.
O número MONA ou Hodges de Apodemia mejicanus é 4402.2.

## Subespécies
Estas três subespécies pertencem à espécie Apodemia mejicanus:
- Apodemia mejicanus deserti W. Barnes e McDunnough, 1918 i
- Apodemia mejicanus mejicanus (Behr, 1865) i b
- Apodemia mejicanus pueblo Scott, 1998 i b

Base de dados: i = ITIS, c = Catálogo da Vida, g = GBIF, b = Bugguide.net